# إيفا غارسيا ساينز دي أورتوري
إيفا غارسيا ساينز دي أورتوري (مواليد عام 1972 في فيتوريا غاستيز بإقليم الباسك)، هي كاتبة إسبانية، بدأت الكتابة في سن الرابعة عشرة عندما أوصاها مُدرس الأدب بأن تكتب تجاربها في مذكراتها، درست علم البصريات، وأصبحت أخصائية في مجال البصريات. عاشت في أليكانتي منذ أن كانت في الخامسة عشرة من عمرها. فازت عام 2020 بـجائزة بلانيتا.

## من مؤلفاتها المترجمة للغة العربية
- رواية: صمت المدينة البيضاء